# よみうりテレビ制作木曜10時枠連続ドラマ
よみうりテレビ制作木曜10時枠連続ドラマは、1974年10月3日から1980年3月27日まで、読売テレビを制作局として、日本テレビ系列で毎週木曜22時00分 - 22時54分（JST。1975年9月までは22時55分終了）に放送されていたテレビドラマの枠である。

## 概要
- この枠は、1974年3月までは前半が21:30から開始の読売テレビ制作ドラマ、後半が読売テレビ制作の音楽番組だったが、同年4月にドラマが30分繰上がると後半はそのままで、前半が読売テレビ制作のバラエティ（『ブチャバカ大爆笑!!』→『暑さをぶっとばせ!』）となり、そして同年10月から1時間枠に統一してドラマ枠が誕生した。
- 当初は時代劇だったが、1975年4月3日開始の『亜紀子』以降は現代劇となった。
- 1980年4月に21:02からの2時間ドラマ『木曜ゴールデンドラマ』を設置するため、同年3月27日終了の『渚の女』をもって終了した。

## 作品リスト
- 丹下左膳 乾雲・坤竜篇（1974年10月3日 - 11月21日）
- 丹下左膳 こけ猿の壷篇（1974年11月28日 - 1975年1月9日）
- かんざしお艶（1975年1月16日 - 3月27日） - ここまで時代劇。
- 亜紀子（1975年4月3日 - 6月26日） - ここから現代劇。
- 晩秋（1975年7月3日 - 9月25日）
- 女の小箱（1975年10月2日 - 1976年1月1日）
- 新車の中の女（1976年1月8日 - 3月25日）
- 私も燃えている（1976年4月1日 - 7月1日）
- 目撃 ある愛のはじまり（1976年7月8日 - 9月30日）
- 青い華火（1976年10月7日 - 1977年1月6日）
- 非曲 禁じられた愛（1977年1月13日 - 3月31日）
- 炎の中の女 〜椿姫より〜（1977年4月7日 - 6月30日）
- 情炎 〜遙かなる愛〜（1977年7月7日 - 9月29日）
- 恋歌（1977年10月6日 - 1978年1月5日）
- 熱愛 〜むらさき情話〜（1978年1月12日 - 3月30日）
- 哀愁 はてしなき愛（1978年4月6日 - 9月28日）
- 殉愛 〜ひとすじの愛〜（1978年10月12日 - 1979年1月11日）
- 時雨の記（1979年1月18日 - 4月5日）
- 風花のひと（1979年4月12日 - 6月28日）
- 重役秘書（1979年7月5日 - 9月27日）
- 聖女房（1979年10月11日 - 12月27日）
- 渚の女（1980年1月10日 - 3月27日）

## 参考資料
「キー局番組変遷編成ひょ～」